# De mollige meivis
De mollige meivis is het drieënnegentigste stripverhaal uit de reeks van Suske en Wiske. Het is geschreven door Paul Geerts en gepubliceerd in TV Ekspres van 27 april 1974 tot 10 mei 1975. De eerste albumuitgave in de Vierkleurenreeks was in november 1975, met nummer 157.

## Locaties
- België, de Mercatorketen langs de Scheldemonde, Rupelmonde, de graventoren, watergat, Duisburg aan de Rijn, kasteel van de hertog van Gilluk, onderaardse ruimte met geheime gangen.

## Personages
- Suske, Wiske, tante Sidonia, Lambik, Jerom, professor Barabas, Marie en haar man, bedelaar, bewaker, Geraard de Cremer en zijn vrouw Barbara, Chemismos (kwaadaardig geleerde, alchemist) en zijn mannen, Abi Artolius en zijn dochter Veerle, huisknecht, visser, mandenvlechter, baljuw, dorpelingen, herbergier, Hollanders, Duitsers, Friezen, Spanjaarden, Portugezen, waardin, de hertog van Gilluk, boeren, wachters, soldaten, Kobe (vis).

## Het verhaal
Suske, Wiske en tante Sidonia volgen de Mercatorketen langs de Scheldemonde en komen in Rupelmonde. Hier zien ze zien een standbeeld van de cartograaf Geraard de Cremer, alias Mercator, die hier in 1512 is geboren. Ze lopen naar het galgenveld via een onderaardse gang in de graventoren. Suske vindt een kaart uit de 16e eeuw van Artolis, een medewerker van Mercator. Ze zien een tekst: “ben gevangenen ende ontvoerd…chemismos de alchimist…boot aan oever ende steiger….Artolius”. Wiske maakt een foto van de kaart. Als professor Barabas de foto ziet, vertelt hij dat Abi Artolius een medewerker van Mercator was. Tante Sidonia maakt snel 16e-eeuwse kleding zodat de vrienden niet opvallen in het jaar 1541, waar professor Barabas hen met de teletijdmachine heen flitst.
Ze gaan naar Geraard de Cremer en horen dat Chemismos, een kwaadaardig geleerde, in het dorp is. Chemismos wil werkplaatsen aan de oever van de Schelde aanleggen. Lambik vraagt waar Abi Artolius is, en ze gaan op weg. Geraard vertelt nog dat Keizer Karel en de kanselier hem een lutheraanse opdracht heeft gegeven en Barbara is bang dat hij daardoor in de gevangenis terecht zal komen. Als de vrienden bij het huis van Abi komen, is hij al ontvoerd samen met zijn dochter Veerle. Ze vinden alleen de vastgebonden huisknecht. De vrienden gaan naar de Schelde, war ze zien dat Abi is vastgebonden aan een mast en aan Chemismos moet vertellen waar het magische kristal van Hertog van Gilluk zich bevindt, maar hij weigert te spreken. Dan dreigt Chemismos Veerle te martelen. Jerom wordt meteen verliefd op haar als hij de vrouw vanaf een afstand ziet. Veerle springt om aan de martelingen te ontkomen van de boot en Abi wordt neergeschoten. Chemismos betovert Veerle en Jerom komt met een meivis naar boven. Suske kan de gewonde Abi uit het water halen.
Abi vertelt dat hij een kaart heeft gemaakt met de bergplaats van het magisch kristal van de Hertog van Gilluk. De kaart is uit zijn bloes gevallen en de boot vaart net weg. Jerom is erg verdrietig, maar de Veerle-vis blijkt te kunnen spreken en ze vindt Jerom leuk. De vrienden krijgen een schuit, de Paviljoenpoon, van een vriend van Artolius en achtervolgen de kogge van Chemismos. Ze worden beschoten, maar Jerom kan de kogels teruggooien. Door een stommiteit van Lambik zinkt de schuit. Chemismos spreekt een nieuwe vloek uit: als Veerle zijn ring niet zal inslikken zal ze voor eeuwig een vis blijven. Veerle wordt gevangen door een visser, maar Jerom kan haar redden en ze laten een kinderwagen voor de vis maken door een mandenvlechter.
Chemismos hoort in het dorp verhalen over de sprekende vis en vraagt waar deze mensen zijn. De visser brengt Chemismos naar de baljuw en geeft hem geld om de ketters op te pakken. Lambik geeft in een café een rondje, maar de mensen zien dan de vis en bedreigen de vrienden. Jerom kan de mensen verslaan, maar de baljuw heeft de herberg omsingeld en wil de vrienden op de brandstapel brengen. De herberg wordt in brand gestoken en de vrienden redden de waardin, die hen via een onderaardse gang naar de Schelde brengt. De vrienden maken een helikopter met een grote tobbe en onderdelen van een oude kar en vliegen naar Duisburg aan de Rijn. Ze zien de kogge en een gevecht begint, de kogge en de helikopter worden beide beschadigd. De vrienden komen aan in het kasteel van de hertog van Gilluk en ze horen dat het geen kristal, maar een magisch oog is. De vrienden gaan naar het beschadigde schip en zien dat de mannen van Chemismos al verdwenen zijn. De hertog wil op Veerle vissen en geeft de vrienden een slaapdrank, Veerle kan uit de vijver ontsnappen en de hertog stuurt al zijn mannen naar de Rijn om haar te vangen.
Veerle ontmoet Kobe en ze gaan samen door een geheime gang, Chemismos heeft zich met zijn mannen verborgen in het deel van het schip dat nog boven water staat. Ze bestuderen de kaart en zien een oplopende gang naar de grot waar het magische oog wordt bewaard. Ze laten een duikklok dalen naar de bodem van de rivier en duikers gaan naar de gang. Suske en Wiske ontwaken als eerste en ze ontdekken een geheime gang. Ze zien Chemismos en zijn mannen in een enorme ondergrondse ruimte en worden gevangengenomen. Lambik en Jerom ontwaken ook en kunnen de mannen verslaan, maar Suske en Wiske worden door Chemismos gevangen gehouden. Chemismos laat het gordijn wegtrekken en valt flauw door wat hij ziet. Een van Chemismos’ mannen probeert de vrienden nog om te brengen, maar Veerle kan de vrienden losmaken. Jerom is blij Veerle terug te zien en hij kan de mannen verslaan.
Dan roept Chemismos op om het gevecht te staken. In het magische oog zag hij stenen pijpen die de lucht vergiftigen, stervende vogels en vissen en verdwijnend groen. Chemismos is hierdoor tot inkeer gekomen; hij wil niet meewerken aan het vernietigen van de aarde en geeft de kaart van Artolius terug. Veerle krijgt de ring van Chemismos en slikt deze door. De hertog komt aanrennen en wil Veerle aan de haak slaan, maar net op dat moment krijgt ze haar normale mensengedaante terug. Dan wordt Veerle ook verliefd op de hertog. Ze weet niet of ze voor Jerom of voor de hertog moet kiezen, maar dan wordt Jerom weggeflitst. Ook de andere vrienden worden door professor Barabas naar hun eigen tijd teruggehaald.
Jerom is erg verdrietig. Tante Sidonia gaat als troost een lekkere maaltijd maken.

## Achtergronden bij het verhaal
- De cartograaf Gerardus Mercator heeft echt bestaan en werd in Rupelmonde geboren. Vele kaarten werden in Duisburg vervaardigd.
- Chemismos zegt tegen de Baljuw: "Als ik ooit eens iets voor jou kan afluisteren, je kunt me vinden bij 't watergat". Dit is een verwijzing naar het Amerikaanse afluisterschandaal Watergate, waardoor de Amerikaanse president Richard Nixon in 1974 moest aftreden.